# 진실한 사랑이라면
〈진실한 사랑이라면〉은 대한민국의 여성 싱어송라이터 장덕에 의해 작사 · 작곡된 곡이다. 1978년 여가수 하영의 음반 《고향생각》의 B면 머릿곡으로 실리면서 처음 발표되었다. 이후 이 곡은 1980년 작사 · 작곡자인 장덕의 두번째 솔로 음반이자 두 번째 컴필레이션 음반 《순정》에 실려 다시 발표되었다.

## 배경
1978년은 장덕의 어머니 이숙희 여사가 장현 · 장덕 남매의 미래를 위해 미군 린과 결혼한 해였고 장덕의 오빠 장현도 천인실과 결혼한 해였다. 이런 배경으로 보아 이 곡은 어쩌면 장덕이 어머니와 오빠가 진정 잘 살기를 바라는 마음으로 만든 곡일 수도 있다. 특히 이 곡은 오빠 장현을 염려하며 만든 곡일 수 있다. 장현이 결혼할 때 어머니가 가장 걱정한 것은 장현이 아직 가족을 부양할 능력이 되지 않는다는 것과 일찍 결혼을 함으로써 얻을 수 있는 인기 하락이었다(실제로 장현은 늘 여성팬들이 따라다녔지만 결혼을 하면서 인기가 서서히 하락하기 시작했다.). 어머니는 장현이 가수로서 당당히 성공하고 부양 능력을 갖추었을 때 결혼하기를 원했지만, 장현은 늘 자신을 따라다니던 여자들 사이에 둘러 싸이다가 그 중 천인실이라는 여성과 사랑에 빠져 끝내 서둘러 결혼하고 말았던 것이다. 장현 또한 결혼 생활을 하면서 어머니의 충고의 말이 거짓이 아니었다는 것을 느꼈을 지도 모른다.

## 특징
성인 취향의 전형적인 트로트풍 곡이다. 소녀풍의 곡들을 그동안 발표해 온 장덕에게 있어 의외의 곡으로 여겨질 수도 있다. 당시 장덕의 나이 만 17세였다.